# Рибчук Михайло Васильович
Миха́йло Васи́льович Рибчу́к (1995—2023) — солдат збройних сил України, учасник російсько-української війни.

## Життєпис
Народився 16 серпня 1995 року в селі Грамотне Івано-Франківської області.
До війська долучився 22 вересня 2022 року. Був номером обслуги гранатометного відділення взводу вогневої підтримки у 77-й аеромобільній бригаді.
Загинув 17 серпня 2023 року в районі міста Бахмут Донецької області.

## Нагороди та вшанування
- Орден «За мужність» III ступеня[1].
- В селі Гринява встановлений пам'ятний банер[2].